# Budimpeštanski zoološki i botanički vrt
Budimpeštanski zoološki i botanički vrt (mađarski: Fővárosi Állat- és Növénykert), najstariji zoološki vrt u Mađarskoj i jedan od najstarijih na svijetu. Smješten je u Gradskom parku (Városliget), u centru grada. U zoološkom vrtu se nalaze 1 072 životinjske vrste, 10 354 jedinke.
Otvoren je 9. kolovoza 1866. godine, a svake godine primi 1 000 000 do 1 100 000 posjetitelja. Cijela površina zoološkog vrta je rezervat prirode u kojem se nalaze zgrade dizajnirane u secesijskoj arhitekturi. Najzastupljenije životinje u vrtu bile su komodski varani, a od prosinca 2011. godine najzastupljeniji su vombati.

## Povijest
Budimpeštanski zoološki vrt jedan je od najstarijih zooloških vrtova na svijetu. Ideja o njegovom osnivanju potječe iz dvadesetih godina 19. stoljeća, a otvoren je 9. kolovoza 1886. godine. U to doba, zoološki vrt je imao životinje uglavnom s područja Mađarske, kao i neke rijetke vrste majmuna, papagaja, deve i klokane.
Mađarski kralj i kraljica, Franjo Josip i Elizabeta, donirali su žirafu i mnoge druge životinje ovome zoološkom vrtu. Još prije njegovog svečanog otvaranja, 1866. godine, napravljeni su kavezi, gdje su bili smješteni lavovi i tigrovi, a nešto kasnije i slon, nilski konj i nosorog.
Ipak, početni entuzijazam je nestao i popularnost zoološkog vrta se smanjila. Nove životinje bile su skupe, a troškovi zoološkog vrta premašili su prihode. Rukovodstvo je angažiralo zabavljače i komičare, a korporacija je transformirana u tvrtku koja se bavi proizvodnjom životinja i biljaka.
Godine 1873., Károly Serák je bio ravnatelj zoološkog vrta. Rukovodio je više od 30 godina i uspio održati zoološki vrt. Angažirao je nekoliko umjetnika, kao što su gutači mačeva i plesačice, kako bi privukli ljude. Prihodi su se povećali, a zoološki vrt je kupio nekoliko posebnih i rijetkih životinja. Zoološki vrt je posjedovao oko 2 000 životinjskih vrsta u to vrijeme. Međutim, kako su vlasti povećale naknadu za iznajmljivanje i financijska situacija u zoološkom vrtu je pogoršana. Tvrtka je bankrotirala 1896. godine.
Godine 1907. zoološki vrt je prodan na aukciji i preuzet od strane Budimpešte. Za vrijeme mandata gradonačelnika Istvána Bárczyja, zoološki vrt je obnovljen, i u razdoblju od 1909. do 1912. godine. Ponovno je otvoren 20. svibnja 1912. godine, kada je službeno u sklopu zoološkog vrta stvoren i botanički. U to doba, budimpeštanski zoološki vrt bio je jedan od najsuvremenijih u Europi.
Razvoj vrta prekinuo je Prvi svjetski rat, da bi u Drugom svjetskom ratu zoološki vrt bio potpuno uništen. U opsadi Budimpešte, vrt je bombardiran, većina životinja je stradala, dok je razoren veliki broj zgrada. Preostale životinje su pojeli gladni ljudi, koji su u ratnom stanju ostali bez hrane. Od 2 000 jedinki, samo 15 je preživjelo opsadu grada.
Godine 1945. zoološki vrt je ponovno otvoren, s nekoliko desetaka životinja. Pedesetih i šezdesetih godina 20. stoljeća provedeno je značajno osuvremenjivanje. Između 1956. i 1967. godine, ravnatelj je bio Csaba Anghi. Pod njegovim nadzorom, zoološki vrt je ponovno postao jedan od najsuvremenijih u Europi. Godine 1994. ravnateljem je postao Miklós Persányi, a za vrijeme njegovog mandata stare zgrade su obnovljene, a životinjske nastambe osuvremenjene, uvećane i napravljene kako bi više sličile prirodi.
Godine 2007., prvi nosorog ikada rođen putem umjetne oplodnje rođen je u budimpeštanskom zoološkom vrtu. Gradsko vijeće je 2012. odlučilo da će zoološki vrt preuzeti dio površine zabavnog parka i predstaviti Pony Park, obiteljski park za zabavu i zoološki vrt. Zoološki vrt je 14. veljače 2013. dobio prvog slona još od 1961. godine. Godine 2013. zoološki vrt je kupio većinu površine zabavnog parka i rabi ga za prikaz suptropske faune i flore u prostranim staklenicima.

## Vanjske poveznice
- Službena stranica